# Jasenko Selimović
Jasenko Selimović (ur. 17 kwietnia 1968 w Sarajewie) – szwedzki reżyser teatralny i polityk, deputowany do Parlamentu Europejskiego VIII kadencji.

## Życiorys
Urodził się w Jugosławii, w Sarajewie ukończył szkołę artystyczną. Wyemigrował do Szwecji, gdzie został absolwentem Dramatiska Institutet w Sztokholmie. Jako reżyser teatralny związany ze scenami w Uppsali i Borås, następnie w Göteborgu, gdzie od 1998 był dyrektorem artystycznym teatru miejskiego. Od 2006 kierował Radioteatern, działem Sveriges Radio zajmującym się produkcją teatralnych spektakli radiowych.
W 2009 zaangażował się w działalność polityczną w ramach Ludowej Partii Liberałów. Bezskutecznie w 2010 ubiegał się o wybór do Riksdagu. Objął w tym samym roku stanowisko sekretarza stanu w resorcie integracji kierowanym przez Erika Ullenhaga. Bez powodzenia kandydował w wyborach europejskich w 2014. Mandat europosła objął jednak we wrześniu 2015, zastępując Marit Paulsen. Przystąpił do Porozumienia Liberałów i Demokratów na rzecz Europy.